# Hylaeus brachycephalus
Hylaeus brachycephalus is een vliesvleugelig insect uit de familie Colletidae. De wetenschappelijke naam van de soort is voor het eerst geldig gepubliceerd in 1868 door Morawitz.